# Йоана Спасова-Дикова
Йоана Минкова Спасова-Дикова е българска театроведка, театрална изследователка и театрална критичка. Професор по театрознание. Директор на Института за изследване на изкуствата при БАН.

## Биография
Родена е на 29 април 1964 г. През 1982 г. завършва Първа английска езикова гимназия в София. Дипломира се по специалността „Актьорство за драматичен театър“ в ВИТИЗ през 1986 г. в класа на проф. Николай Люцканов. Актриса е във Великотърновския музикално-драматичен театър „Константин Кисимов“ от 1986 до 1989 г. и в театър „Възраждане“ в София. В периода 1989 – 1993 г. учи театрознание и е аспирант в Руския държавен институт по сценични изкуства, като през 1992 г. защитава докторска дисертация на тема „Форми на социално-художественото битие на образа на актьора“. Специализира в Оксфордския университет, Великобритания (1994) и в Нидерландския институт за академични изследвания (1997; 2005 – 2006).
Работи като научен сътрудник в Института за изследване на изкуствата при БАН от 1993, където през 2006 г. придобива научното звание „старши научен сътрудник II степен“ (от 2010 г. доцент), а от 2017 г. е професор. От 2013 до 2017 г. е научен секретар на БАН – направления „Културно-историческо наследство и национална идентичност“ и „Човек и общество“, а от 2017 г. е научен секретар на БАН – направление „Културно-историческо наследство и национална идентичност“.
Работи в областта на историята и теорията на театъра, актьорското изкуство, актьорските тренингови системи, сценичната реч, театралната антропология, семиотиката, иконографията, театралните публики, перформативните изкуства и нови технологии, документалния театър, театралния мениджмънт, иновативните подходи в обучението.
Автор е на книгите „За две актьорски съзвездия“ (София, „Камея“, 2004); „История на българския театър, т. IV: Българският театър между двете световни войни на ХХ век“ (в колектив, София: „Институт за изследване на изкуствата“, 2011); „Мелпомена зад желязната завеса. Част I. Народен театър: канони и съпротиви“ (София, „Камея“, 2015) – последните две монографии са отличени с наградата „Икар“ за най-добър критически текст от гилдията на театроведите и драматурзите – Съюз на артистите в България; „Българският ХХ век в изкуствата и културата“ (в колектив, София: „Институт за изследване на изкуствата“, 2019). Публикува и множество студии и статии за театър в специализирани енциклопедии и периодични издания в България и в чужбина. Редактор е на редица научни сборници и списания. Лектор е в множество университети. Водила е курсове във Великотърновски университет, Софийски университет, Варненски свободен университет, Нов български университет, Университет по библиотекознание и информационни технологии, Театрален колеж „Любен Гройс“, Югозападен университет „Неофит Рилски“. От 2002 до 2003 г. преподава в Театралния институт на Амстердамския университет – Нидерландия. Ръководител и координатор е на научни проекти и програми в България и в чужбина.

## Награди
- 2012 – Награда ИКАР за критически текст за „История на българския театър. Том ІV. История на българския театър между двете световни войни“ (2011, с колектив)
- 2016 – Награда ИКАР за критически текст за книгата „Мелпомена зад желязната завеса“ (2015)

### Монографии
- (2019) – „Българският XX век в изкуствата и културата“. Институт за изследване на изкуствата. 648 с. 333 ил. ISBN 978-954-8594-76-9 / Bulgarian 20th Century in Arts and Culture. Institute of Art Studies 632 pp. 333 ill. ISBN 978-954-8594-77-6. (Съвместно с Братоева-Даракчиева, Ингеборг; Генова, Ирина; Леви, Клер; Спасова-Дикова, Йоана; Стоилова-Дончева, Теодора; Ташева, Стела; Трайкова, Елка / Bratoeva-Darakchieva, Ingeborg; Genova, Irina; Levi, Claire; Stoilova-Doncheva, Teodora; Tasheva, Stela; Traykova, Elka)
- (2015) – Мелпомена зад желязната завеса. София: „Камея“, 304 с.; ISBN 978-619-7084-20-7
- (2011) – История на българския театър. Т. ІV. Българският театър между двете световни войни. София: Институт за изследване на изкуствата, БАН (съвместно с Йорданов, Николай, Попилиев, Ромео, Николова, Камелия, Дечева, Виоета); 528 с.; ISBN 978-954-8594-25-7
- (2004) – За две актьорски съзвездия. София: „Камея“, 358 с.; ISBN 954-904-04-0429-7

### Енциклопедии, сборници, научна редакция
- (2020) Актьорът и паметта. Андрей Чапразов. По случай 100 години от рождението на актьора. София: „Камея“ ISBN 978-954-8594-88-2
- (2019) „Българският XX век в изкуствата и културата“. Институт за изследване на изкуствата. 648 pp. 333 ill. ISBN 978-954-8594-76-9 / Bulgarian 20th Century in Arts and Culture. Institute of Art Studies 632 pp. 333 ill. ISBN 978-954-8594-77-6. (в колектив)
- (2019) За ползата от хуманитаристиката. Българистиката в Европа: настояще и бъдеще, Изток-Запад, 2019, ISBN:978-619-01-0531-2
- (2019) Beyond the Borders, „Prof. Marin Drinov“ Publishing House, 2019, ISBN:978-954-322-971-0
- (2008) – Енциклопедия на българския театър (второ издание, в колектив). София: ИК „Труд“, ISBN 954-528-771-3
- (2005) – Енциклопедия на българския театър (първо издание, в колектив). София: ИК „Труд“ ISBN 954-528-771-3
- (2005) Българска енциклопедия А-Я (в колектив). София: ИК „Труд“, ISBN 954-528-519-2
- (1999) Универсален енциклопедичен речник. (Съст. Касабов, Иван, Симеонов, Красимир). т. 1 А-Л, т. 2 М-Я. ISBN 954-90446-1-0 / 954-56207-8-1

### Студии и статии (подбор)
- Transdisciplinarity and the New Ways for Preservation and Investigation of the Cultural and Historical Heritage. Digital Presentation and Preservation of Cultural and Scientific Heritage, 9, Institute of Mathematics and Informatics, BAS, 2019, ISSN:1314 – 4006, 89 – 99
- Перформативните маскарадни изкуства в глобализиращия се свят на Изток и на Запад: сходства и различия. Art Readings 2018, Institute of Art Studies – BAS, 2019, ISSN:1313 – 2342, 100 – 108
- On Comedy, Values and „Bears“ in Bulgaria. Papers of BAS, 2, „Prof. Marin Drinov“ Publishing House, 2018, ISSN:2367 – 6248, 175 – 184
- Дигимодернизъм и нови сценични хибриди. Изкуствоведски четения, Институт за изследване на изкуствата – БАН, 2016, ISSN:1313 – 2342, 27 – 39
- Тенденции болгарского театра 1950–1960-х годов. Сборник Болгарское искусство ХХ века, Государственый институт искусствознания, 2015, ISBN:9785982870889, 115 – 132
- Театър, маска, ритуал в българската и балийската култури, Девети изкуствоведски четения 2011 – ИИИзк, БАН, София, 9 – 12 юни, 2013, ISSN 1313 – 2342, 309 – 319 Архив на оригинала от 2024-07-23 в Wayback Machine.
- Театралният плакат – прозорец към друг свят. Изкуство и контекст, Пета младежка научна конференция, Хасково, 28 септември – 3 октомври, 2009, 2011, ISSN 1313 – 7379, 219 – 230[неработеща препратка]
- Театърът на Бали и Ява, Театър, бр. 10 – 12, 2010, ISSN 0204 – 6253, 14 – 21
- Театърът на факта. Театър, бр. 7 – 9, 2010, ISSN 0204 – 6253, 16 – 20
- Крещенето от сцената. Театър, бр. 1 – 3, 2010, ISSN 0204 – 6253, 28 – 30
- From chitalista to National Theater in Bulgaria. In: History of Literary Cultures of East Central Europe. Cultural Junctures and Disjunctures in the 19th and 20th Centuries. M. Cornis Pope, J. Neubauer (eds.), Virginia Commonwealth University/ University of Amsterdam, John Benjamins Publishing Company, v. 3, 2007, ISBN 90-272-3455-8, 9789027234551, 167 – 169
- Institutionalization and Innovation in the Bulgarian Theater. In: History of Literary Cultures of East Central Europe. Cultural Junctures and Disjunctures in the 19th and 20th Centuries, M. Cornis Pope, J. Neubauer (eds.), Virginia Commonwealth University/ University of Amsterdam, John Benjamins Publishing Company, v. 3, 2007, ISBN 90-272-3455-8, 9789027234551, 192 – 195
- Socialist Mandatory Models vs. Stylistic Eclectics on the Bulgarian Stage. In: History of Literary Cultures of East Central Europe. Cultural Junctures and Disjunctures in the 19th and 20th Centuries, M. Cornis Pope, J. Neubauer (eds.), Virginia Commonwealth University/ University of Amsterdam, John Benjamins Publishing Company, v. 3, 2007, ISBN 90-272-3455-8, 9789027234551, 228 – 231